# Ю-Ги-О!
„Ю-Ги-О!“ (на английски: Yu-Gi-Oh!; на японски: 遊☆戯☆王 или Yū-Gi-Ō!, буквално „цар на игрите“) е известна японски игра, аниме сериал и манга история, създадена от Казуки Такахаши, в която става дума за игра с карти наречена Дуели с чудовища (първоначално известна като „Магия и Магьосници“), в която всеки играч използва карти, за да победи съперниците си. Името Ю-Ги-О идва от японското му значение „Краля на Игрите“.

## Сериал „Ю-Ги-О!“
Внимание:  Текстът по-долу разкрива сюжета на произведението (или части от него)!

### Сезон 1 – „Кралството на дуелите“
В първия си сезон Ю-Ги-О! разказва за Юги Муто, който сглобява Хилядолетния Пъзел, подарък от дядо му. Той, заедно с приятелите си Джоуи Уилър, Теа Гарднър, Тристан Тейлър, Серенити Уилър, Маи Валънтайн и Дюк Деблин, побеждава злото, благодарение на Ями Юги, който е духът от пъзела. Хилядолетният пъзел е един от седемте хилядолетни елементи. Ако веднъж човек стане притежател на всички хилядолетни елементи, той контролира земни и небесни сили над всякакво въображение. С общата им и обединена сила може да се спре нашествие на войска от хиляди души, да връщаш духа в законното му тяло (съживяване). Когато той побеждава шампиона Кайба, който държи 3 от 4 Blue Eyes White Dragon всички научават това. Максимилиян Пегасъс-създателят на картите с чудовища, изиграва малък дуел с Юги и печели, след което използва хилядолетното око за да заключи душата на дядото на Юги в карта. Юги е принуден да спечели турнира в Кралството на дуелите за да му помогне. Приятелят на Юги – Джоуи Уийлър се дуелира също заради наградата от 3 милиона долара. Той я иска, за да плати операцията на очите на сестра си – Серенити Уийлър. Накрая на турнира Юги се изправя срещу Джоуи и през сълзи двамата завършват дуела като Юги печели. Дуелът на Юги с Пегасъс е наречен дуел на века Юги и Ями се редуват за да не разбере пегасъс какви карти изваждат и през него Юги припада и Ями довършва играта. Причината за припадъка на Юги е, че Пегасъс пренася и двамата в царството на сенките (The shadow realm).
Малко след това те се запознават с Дюк Деблин, създателя на играта „Подземни зарове с чудовища“. Той не вярва, че Юги е победил Пегасъс честно и го предизвиква на неговата игра. В крайна сметка Юги печели, а Дюк става част от групата.
Сето Кайба получава Obelisk The Tormentor(една от трите карти "египетски бог") от сестрата на Мерик – Ишизу, а по-нататък Юги побеждава един от служителите на Мерик и като награда получава Slifer The Sky Dragon (друга карта "египетски бог") . Мерик остава само с The Winged Dragon of Ra (третата карта "египетски бог", която е най-силната карта  от тримата Богове) . Първия дуел на кораба на Кайба е между Бакура и Юги. Бакура е притежател на хилядолетния пръстен, който е обладан от зъл дух, който иска да събере всичките седем хилядолетни елемента, които са: Хилядолетният Пъзел на Юги, Хилядолетното око на Пегасъс, Хилядолетният пръстен на Бакура, Хилядолетният жезъл на Мерик, Хилядолетната огърлица на Ишизу, Хилядолетният ключ на Шади и Хилядолетната везна.
Бакура остава само с 1200 точки на живот, а Юги е изкарал на полето Slifer The Sky Dragon , Ями Бакура се е сменил с добрия и Ями Юги не смее да атакува, но в последния момент Ями Бакура отново се завръща да спаси Бакура, защото все още има нужда от него, за да изпълни плана си.
Първия дуел свършва с победа за Юги. Втория дуел е между Одион (слуга на Мерик) и Джоуи. Одион изкарва на полето фалшификат на The Winged Dragon of Ra . Но при атака на фалшификата светкавица удря и двамата и припадат. Джоуи се изправя пръв и се провъзгласява за победител. Третия дуел е игра на сенките между Май Валънтайн и Мерик Ищар. Той превръща играта такава на сенки благодарение на хилядолетния си елемент. Там при всяко загубено чудовище тя загубва спомен за един от приятелите си. Мерик побеждава и умът на Май е изпратен в царството на сенките. Последния дуел е между Кайба и сестрата на Мерик. Към края на дуела Кайба вече е изкарал Obelisk The Tormentor , но не знае, че в него има бомба от карта капан на Ишизу. Но нещо става и хилядолетния жезъл на Мерик светва и показва на Кайба начина да победи. Той изкарва още едно чудовище на полето чрез магическа карта и жертва Obelisk The Tormentor и другото си чудовище, за да изкара Blue Eyes White Dragon , с който побеждава Ишизу. Така финалистите са Джоуи, Юги, Мерик и Кайба. Втората част на турнира ще се проведе на острова на Корпорация Кайба (КС-Kaiba Corporation).
Но малко преди да стигнат до там, те биват отвлечени от Ноа, синът на осиновителя на Кайба. Той кара всички да влязат в киберсвета му, като на кораба остават само Мерик, Ишизу, Одион и хората на Кайба, както и телата на Бакура и Май. Всички останали (Кайба, Юги, Джоуи, Мокуба, Тристан, Тея, Серенити и Дюк) влизат там и успяват да победят всички врагове.
Турнирът продължава с полуфиналите (Джоуи срещу Мерик и Юги срещу Кайба). В двубоя между Джоуи и Мерик, Мерик отново използва силата на хилядолетния си елемент и ги вкарва в игра на сенките, там за всяко победен чудовище те получават физически наранявания, Мерик играе The Winged Dragon of Ra, но въпреки това той остава оязвим за директна атака от чудовището на Джоуи Gearfried The Iron Knight, за съжаление Джоуи припада, защото е твърде изтощен и така губи дуела. В двубоя между Кай а и Ями Юги и двамата успяват да призоват своите "египетски богове" Obelisk The Tormentor и Slifer The Sky Dragon, но се случва така, че двамата богове са с равна сила и двете чудовища се унищожават взаимно, накрая и двамата разчитат на другите си карти и кога та Кайба игра Ultimate Blue Eyes White Dragon изглежда, че Ями Юги ще загуби, но той призовава Dark Paladin и печели дуела с него. На финала остават Юги и Мерик. В дуела си срещу Ями Мерик (финален двубой) Ями Юги се среща с голямо предизвикателство – той не може да го победи без да унищожи и истинския Мерик – използвайки Царството на сенките, Ями Мерик е направил така, че когато някой от двамата губи жизнени точки, част от истинския притежател на тялото отива в царството на сенките. Накрая обаче истинският Мерик успява да вземе контрол над злия с помощта на Одион и да помогне на Ями Юги да унищожи неговата зла част – той се предава.
Следващият сезон се казва „Пробуждането на Драконите“. В него Ями Юги трябва да се изправи срещу Дарц и организацията на орикалкос – Рафаел, Валън, Алистър и за негово учудване Май, които събират душите на хората, като ги предизвикват на дуел и използват магическата карта The Seal of Orichalcos и който загуби дуела губи душата си. Те успяват да вземат душите на Джоуи, Кайба и малкия Юги, но Ями Юги ги спаси яви и накрая заедно побеждават Дарц и Левиатан. 
Кайба организира нов турнир, но Зигфрид Лойд/фон Шрьодер иска да си отмъсти за това, че неговата компания е била винаги на второ място след Kc(Kaiba Corpuration) . Кайба го побеждава, но последният дуел в турнира е между Юги и братът на Зигфрид Лион Уилсън/фон Шрьодер. Въпреки незаконната карта, която Зигфрид е сложил при Лион, Юги печели дуела и турнира.

### За сезоните
В този аниме сериал съществуват 8 сезона. Първият сезон се казва „Кралството на Дуелистите“ (Duelists Kindom). В сезона се разказва за Максимилиан Пегасъс, който търси Хилядолетните Елементи, за да съживи любимата си. Той притежава Хилядолетното Око. Пегасъс организира турнир на своя остров, на който събира всички класни дуелисти. През това време малкият Юги Муто побеждава главния кандидат за шампион, Сето Кайба. Това довежда до отсраняването му от битката за Регионалния шампионат. Организаторът на „Кралството на Дуелистите“ проучва хлапето и открива, че то притежава Хилядолетния Пъзел. Така му дава покана за турнира, както и ръкавица с два чипа. Вторият Сезон се нарича „Бойният Град“ (Battle City). Третият се нарича „Влизане в царството на сенките“(Enter the shadow realm). Четвъртият се нарича „Пробуждането на Драконите“ (Wakeing The Dragons). Петият сезон е „Шампионатът на Корпорация Кайба“ (KC Grandchampionchip). Последният се казва „Залезът на Дуела“ (Dawn Of The Duel).
В сезона Dawn Of The Duel, Ями разбира истинското си име. В епизод 219 той казва следното: „My name was Atem“ (Името ми беше Атем). В епизод 220 дуелът между Юги и Атем започва. Ако Атем спечели ще остане затворен в нашия свят, докато някой друг не сглоби пъзела отново, но ако той загуби от Юги, ще може да се въздигне, да освободи душата си, за да почива в мир. Юги успява да победи божествените карти на Атем в епизод 224. След загубата Атем най-накрая може да се върне при своите близки в отвъдното и да почива в мир. Това много натъжава неговите приятели, както и малкия Юги. Така свършва историята на Великия Фараон на Египет Атем и изгрява зората на новия Крал на Игрите-Юги Муто, това не е краят на анимето, а просто началото на една нова история…

### Yu-Gi-Oh GX
Yu-Gi-Oh GX се нарича новия сезон от култовата поредица. Според създателите му събитията се развиват десет години след след първите. Главния герой е момче на име Джейдън Юки. Неговата мечта е да стане новия крал на дуелите. Но първо трябва да се присъедини към така наречената Дуелната Академия. В дуелната академия съществуват три групи. Най-слабите дуелисти и новодошлите отиват в Слайфър Червено(Slifer Red). По добрата група е Ра Жълто(Ra Yellow) и най-добрата група е Обелиск Синьо(Obelisk Blue). Всяка група има различни условия на живот: Слайфър Ред живеят в малка къщурка на два етажа и ядат оскъдна храна, която се състои от малко ориз и няколко рибки, но имат страхотен изглед към океана; Ра Жълто живеят в хубава сграда с два дракона на входа, които явно представляват Крилатия дракон на Ра; Обелиск Синьо живеят в огромна сгада и са обсипани с лукс. Ядат първокласна храна и имат достъп до всякакви забавления. Повечето от тези които имат ранг Обелиск Синьо се отнасят презрително към Ра Жълто и към Слайфър Червено. По късно в академията директорът събира седемте най-добри и им разказва за тайнствените карти зверове под академия. Джейдън, Зейн, Алексис, Бастиан, Чаз, д-р Крауър и професор Банър трябва да защитят ключовете срещу Ездачите на сенките (Shadow riders). Джейдън трябва да се изправи срещу седмия ездач, който се оказва професор Банър. След загубата си, Банър умира, а душата му живее с котката му Фараон. Ключовете са взети и силата на свещените зверове е разкрита. Джейдън трябва да се дуелира срещу Кагемару, иначе свещените зверове ще унищожат света. На края на годината най-добрия студент (Зейн) има право да се дуелира срещу един произволно избран студент. Той избира Джейдън като не успвята да се победят и дуела завършва без победител. След това Зейн завършва и започва да се дуелира в Про лигата, а Чъмли, който също завършва, печели конкурс, създаден от Максимилиън Пегасъс за най-добра авторска карта и започва работа в компанията на Пегасъс като създател на карти.
На втората учебна година се появява новия студент Хасълбери, Заместник-ректора Жан-луи Бонапарт и професионалния дуелист Астър Феникс със своя загадъчен мениджър Сарториус. Хасълбери създава своя банда, с която побеждава студенти от академията и след това взима дуелните им дискове. Един от потърпевшите е Сайръс Тръсдейл (най-добрият приятел на Джейдън и по-малък брат на Зейн), който губи от Хасълбери. След като Сайръс се връща в общежитието, Джейдън забелязва, че приятелят му е без дуелния си диск. Сайръс казва на Джейдън какво се е случило и двамата отиват на мястото, където са Хасълбери и бандата му. Джейдън побеждава Хасълбери, като към края на дуела бандата на Хасълбери започва да вика за Джейдън, а лидерът Хасълбери е толкова изумен и впечатлен от играта на Джейдън, че се мести да живее в Червеното общежитие заедно с Джейдън и Сайръс, където се сприятеляват макар и разногласията между Хасълбери и Сайръс за това кой е най-добрият приятел на Джейдън. Оказва се, че Астър се дуелира, за да намери изчезналия си баща, който бил нападнат от крадец, който се оказва, че е Дий(настойникът на Астър) както и една от неговите карти ( Герой на съдбата - "Плазма"). Също така поради решение на Сарториус, Астър постъпва в Академията за дуелиране, където първоначално взима слабо тесте от магазина в академията, за да се дуелира с Джейдън. Джейдън печели, но Астър бе също близо от това да победи Джейдън. След това Астър се изправя срещу Зейн в Про Лигата. Астър печели, а Зейн след тази загуба не е на себе си и започва да губи всеки следващ мач. След това Астър се дуелира отново с Джейдън в Академията като този път Астър печели, а Джейдън вече не може да види картите си. След това Джейдън сънува как е в космоса, като там Неокосмическите герои разкават на Джейдън за Светлината на унищожението и че трябва да спаси света и космоса от нея. Астър се връща в академията за дуелиране, за да се дуелира с Алексис, но Джейдън се появява и е готов за реванш. Джейдън побеждава Астър чрез новите си Неокосмически герои и някои нови Герои на Елементите. Зейн среща тайнствен мениджър, който му обещава, че ще го върне на върха, стига Зейн да приеме да работи с него. Той се съгласява и Зейн започва да се дуелира в така наречените "Ъндърграунд дуели" като всеки път, когато той или опонента му загуби жизнени точки, нашинийци на врата, краката и ръцете започват да пускат ток. Когато е напът да загуби за пореден път, Зейн решава, че вече няма да уважава опонентите си и че от сега нататък той няма да проявява милост и ще използва всичката си сила, за да ги унищожи. Така и става. Зейн печели дуела, а след това всеки следващ. Също тъка се оказва, че Сърториус е контролиран от Светлината на унищожението. Той създава обществото на светлината, като побеждава студенти от Обелиск Синьо, които се присъединяват към него. След това самият Сарториус побеждава Чез(Чаз), който също се присъединява към него. Чез от своя страна побеждава Алексис и тя също се присъединява. Бастиан губи нарочно от Чез, макар че си бе гарантирал победата в дуела, за да се присъедини към Сарториус. Сарториус иска Хасълбери да се присъедини към него. Двамата се дуелират като Сарториус побеждава, но заради динозавърската си кост в крака си и своето динозавърско ДНК, Хасълбери не минава под крилото на Сарториус, който не може да повярва. Студентите от Академията за дуелиране отиват на почивка в Домино Сити (градът на Юги Муто). Джейдън и Астър се дуелират със Серина в Кайбаленд в отборен дуел. Джейдън и Астър печелят, а Серина ги моли да спасят брат й Сарториус, който е под влиянието на зла сила. Към края на сезона ректорът на Академията Шепарт организира турнир, в който победителят взима най-добрата карта на загубилият, а ректорът се дуелира със "новия" Зейн, който иска най-доброто тесте от Кибер Тъмни Дракони. Зейн побеждава и взима тестето, Шепард го кани да участва в своя турнир. Сарториус побеждава един от гостите в турнира - принц Оджин и взима неговото куфарче, съдържащо 2 ключа за сателит, с който цели да промие мозъците на всички хора на Земята. Малко след това Джейдън побеждава Оджин. Добрият Сарториус успява да открадне ключовете от злото си "Аз" и ги дава на Астър и Джейдън, като им заръчва в никакъв случай да неги връщат на "него". Злият Сарториус разбира от Добрият, че ключовете са в Астър и Джейдън. "Алексис" се дуелира с Джейдън и губи като след това влиянето на Сарториус над нея изчезва. Астър се дуелира със Сарториус, като победителят печели 1 от ключовете за сателита. Астър с помощта на добрия Сарториус губи и така 1 от ключовете вече е при Злия Сарториус. На финала на турнира Чез побеждава Блеър и го печели. Джейдън се дуелира със "Сарториус" и го побеждава, а по време на техният дуел, Хасълбери като динозавър и новото асо в тестето на Джейдън - Герой на Елементите Неос успяват да унищожат сателита от това да бъде изтрелян. Сарториус се връща към нормалното си Аз, а Джейдън за пореден път спасява света.      

### Yu-Gi-Oh 5Ds
Така се нарича третата част от филмчето. Главен герой е Юсей Фудо. Той и белязаните (singers) Джак Атлас, Кроу Хоуган, близнаците Лео и Луна и Акиза Изински трябва да победят Рекс Гуудуин и Тъмните белязани (Dark singers) и да спасят света.
Във втори сезон се появяват новите злодеи Примо, Лестър и Джейкъб, които са извънземни, както и новият приятел на белязаните Бруно (Антинъми). Извънземните имат чудовища със сили, които абсорбират синхро чудовищата, но Юсей, Джак и Кроу ще участват и в „Световното първенство по турбо дуели“, за да им попречат да завладеят света. 

### „Yu-Gi-Oh! Zexal“
Четвъртата част на поредицата. Действието се развива около Юма Тсукумо. Той е млад дуелист, който много обича дуелите, но не е особено добър. Един ден, точно на прага на загубата пред него се появява някакво същество наподобяващо дух, на име Астрал. Той веднага се отзовава на помощ и Юма побеждава. Той получава нова карта, която връща спомени на Астрал. Тогава и двамата разбират, че просто спешно трябва да върнат неговите спомени, за да открият защо се е появил, като събират така наречените Екзи чудовища номера, които нямат нива, а ранг.
Картата, която Юма получава, е „Номер 39: Утопия“. „Номерата“ са превъзхождащи чудовища.
"Yu-Gi-Oh! ARC-V"
Петата част на поредицата разказва как Земята бива разделена на 4 измерения - Фюжън, Синхро, Екзи и Стандартно. Главният герой на поредицата е Юя Сакаки от Стандартното измерение. Той е млад дуелист, който обича да се дуелира като заедно с това да забавлява и публиката точно като баща си (Юшо Сакаки). Юя случайно създава нов стил на призоваване на чудовища - Педжълъм. След време разбира, че в останалите 3 измерения има момчета, приличащи на него, както и на неговата приятелка Зузу Бойл. Това са Юто (Екзи), Юго (Синхро) и Юри (Фюжън), а момичетата, които си приличат със Зузу са Лулу (Екзи), Брин (Синхро) и Серина (Фюжън). На края на поредицата се оказва, че всички те са 4 части на хора от планетата Земя преди тя да бъде разделена. Юя,Юто,Юго и Юри - Зорк; Зузу, Лулу, Брин и Серина - Рей, която побеждава на 2 пъти Зорк и му попречва да завладее света.
"Yu-Gi-Oh! VRAINS"
"Yu-Gi-Oh! SEVENS"

## В България
В България сериалът се излъчва първоначално по bTV през 2004 и 2005 г. като са излъчени първи и втори сезон. Ролите се озвучават от Ася Рачева, Цветан Ватев, Цанко Тасев и Александър Воронов. В няколко епизода от втори сезон Тасев е заместен от Константин Каракостов.
На 19 март 2008 г. започва повторно излъчване по Диема Фемили, всеки делничен ден от 17:00 и с повторение от 06:30, като озвучаващите артисти са сменени. Отново са излъчени само първи и втори сезон. Ролите се озвучават от Елисавета Господинова, Живко Джуранов, Георги Тодоров и Христо Узунов.
Отделно от това Stars издават в България DVD дискове с всички 6 сезона с български дублаж, като озвучаващия екип е този от bTV и от трети сезон дублажът е на студио Доли. В няколко епизода от четвърти сезон Ася Рачева е заместена от Ива Апостолова.